# Marc Fornes
Pour les articles homonymes, voir Fornes.
Marc Fornes, né à New York, est un architecte, designer et artiste français.

## Réalisations
Il crée notamment Plasti(K) Pavilion pour l'Université Washington de Saint-Louis, Gate Wave pour Redondo Beach ou encore Tree House à Miami.
Une structure de son cabinet Theverymany est exposée au Musée national d’Art moderne, dans une salle consacrée à la recherche architecturale, après un nouvel accrochage des collections contemporaines en 2011,.
En 2012, il est invité en résidence à l’Atelier Calder,,. Il est lauréat en 2013 du prix « The Architectural League » .